# Superpuchar Szwajcarii w piłce nożnej
Superpuchar Szwajcarii w piłce nożnej (niem. Fussball-Supercup, fr. Supercoupe de Suisse, wł. Supercoppa di Svizzera) – trofeum przyznawane zwycięskiej drużynie meczu rozgrywanego pomiędzy aktualnym Mistrzem Szwajcarii oraz zdobywcą Pucharu Szwajcarii w danym sezonie (jeżeli ta sama drużyna wywalczyła zarówno mistrzostwo, jak i Puchar kraju - to jej przeciwnikiem zostaje finalista Pucharu). Rozgrywki odbywały się w latach 1986–1990.

## Historia
W sezonie 1986 odbył się pierwszy oficjalny mecz o Superpuchar Szwajcarii. Pierwszy pojedynek rozegrano 3 sierpnia 1986 roku. W tym meczu BSC Young Boys pokonał 3:1 FC Sion. W 1990 odbyła się ostatnia edycja Pucharu.

## Format
Mecz o Superpuchar Szwajcarii rozgrywany jest przed rozpoczęciem każdego sezonu. W przypadku remisu po upływie regulaminowego czasu gry przeprowadza się dogrywka. Jeżeli i ona nie wyłoni zwycięzcę, to od razu zarządzana jest seria rzutów karnych.

## Zwycięzcy i finaliści
| Sezon                                                                                                  | K | K | T | Zwycięzca        | Wynik            | Finalista        | Data, miejsce                                        | Uwagi |
| Superpuchar Szwajcarii (niem. Fussball-Supercup /fr. Supercoupe de Suisse /wł. Supercoppa di Svizzera) |   |   |   |                  |                  |                  |                                                      |       |
| 1986                                                                                                   |   |   | 1 | BSC Young Boys   | 3:1              | FC Sion          | 03.08.1986, Wankdorfstadion, Berno, 5.500            |       |
| 1987                                                                                                   |   |   | 1 | Neuchâtel Xamax  | 3:0              | BSC Young Boys   | 04.08.1987, Stade de la Maladière, Neuchâtel, 12.200 |       |
| 1988                                                                                                   |   |   | 2 | Neuchâtel Xamax  | 2:2 pd. (k. 5:2) | Grasshopper Club | 19.07.1988, Stadion Brügglifeld, Aarau, 6.800        |       |
| 1989                                                                                                   |   |   | 1 | Grasshopper Club | 4:2              | FC Luzern        | 17.06.1989, Wankdorfstadion, Berno, 4.500            |       |
| 1990                                                                                                   |   |   | 3 | Neuchâtel Xamax  | 1:1 pd. (k. 4:3) | Grasshopper Club | 21.07.1990, Hardturm, Zurych, 3.000                  |       |

Uwagi:

- wytłuszczono i kursywą oznaczone zespoły, które w tym samym roku wywalczyły mistrzostwo i Puchar kraju (dublet),
- wytłuszczono zespoły, które zdobyły mistrzostwo kraju,
- kursywą oznaczone zespoły, które zdobyły Puchar kraju.

## Statystyka

### Klasyfikacja według klubów
W dotychczasowej historii finałów o Superpuchar Szwajcarii na podium oficjalnie stawało w sumie 4 drużyny. Liderem klasyfikacji jest Neuchâtel Xamax, który zdobył trofeum 3 razy.
Stan na 31.05.2022. 
| Lp. | Klub             | Zdobywca | Finalista       | Zwycięskie sezony | Przegrane finały |   |   |                  |  |
| --- | ---------------- | -------- | --------------- | ----------------- | ---------------- | - | - | ---------------- |  |
| Lp. | Klub             | 1.       | Neuchâtel Xamax | Zwycięskie sezony | Przegrane finały | 3 | 0 | 1987, 1988, 1990 |  |
| 2.  | Grasshopper Club | 1        | 2               | 1989              | 1988, 1990       |   |   |                  |  |
| 3.  | BSC Young Boys   | 1        | 1               | 1986              | 1987             |   |   |                  |  |
| 4.  | FC Sion          | 0        | 1               |                   | 1986             |   |   |                  |  |
| 4.  | FC Luzern        | 0        | 1               |                   | 1989             |   |   |                  |  |

### Klasyfikacja według miast
Stan na 31.05.2022.
| Miasto    | Liczba tytułów | Kluby                                    |
| --------- | -------------- | ---------------------------------------- |
| Neuchâtel | 3              | Neuchâtel Xamax (3)                      |
| Zurych    | 2              | Grasshopper Club (1), BSC Young Boys (1) |

### Klasyfikacja według kwalifikacji
| Tytuł                        | Zwycięstw | Finałów |
| ---------------------------- | --------- | ------- |
| Mistrz Szwajcarii            | 3         | 2       |
| Zdobywca Pucharu Szwajcarii  | 1         | 4       |
| Finalista Pucharu Szwajcarii | 1         | 0       |